# Батталия, Роберто Жозе
Роберто Жозе Батталия (исп. Roberto José Battaglia; 10 ноября 1940, Сан-Паулу) — бразильский футболист, игравший на позиции нападающего. В начале 1960-х выступал в чемпионате Италии.

## Карьера
Батталия начинал заниматься футболом на родине. В Бразилии он отыграл несколько сезонов за «Коринтианс». В 1960 году игрок приехал на Апеннинский полуостров и присоединился к «Ювентусу». Однако вскоре Роберто сменил команду и перешёл в «Катанию», так и не проведя в составе туринского клуба ни одного матча. Батталия дебютировал в Серии А 9 декабря 1962 года во встрече «Катания» — «Болонья», которая завершилась разгромом красно-голубых 0:5. Всего же в сезоне 1962/63 бразилец провёл 11 игр в Серии А без единого забитого гола. Следующий сезон получился для него более результативным: за 15 матчей в чемпионате Италии он забил 4 мяча. В итоге его команда, как и в прошлом розыгрыше турнира, финишировала на 8-м месте.
В 1964 году Батталия перешёл в «Аталанту». Однако за богов он сыграл лишь 6 матчей, причём в двух последних был удалён с поля. В 1965 году бразильский футболист покинул клуб и больше не выступал в Италии.